# José Manuel Mejías López
José Manuel Mejías López (Cadis, 21 de gener de 1959) és un exfutbolista andalús, que ocupava la posició de migcampista. Va ser internacional sub-21 amb la selecció espanyola.

## Trajectòria
Sorgeix de les categories inferiors del Cadis CF. Del Cádiz B és cedit al Jerez Industrial a la campanya 77/78. L'abril del 1978 debuta amb el primer equip de Cadiz, amb qui juga cinc partits i marca un gol a primera divisió.
Consolidat al club gadità, alternaria la Primera i la Segona Divisió durant la primera meitat de la dècada dels 80, tot sent una de les peces clau del seu equip, amb qui marcaria més de 60 gols. L'estiu de 1986 fitxa pel Reial Saragossa, on roman dues temporades, la primera de titular.
A la 88/89 s'incorpora al Reial Múrcia CF. Al club pimentoner, tot i que baixa a Segona Divisió, hi marca nou gols. L'any següent inicia la temporada a Múrcia, però la finalitza de nou a la màxima categoria, a les files del Rayo Vallecano.
Retorna a Cadis a l'estiu de 1990. En aquesta nova etapa, amb els andalusos a primera divisió, hi disputa 52 partits i marca set gols en dues campanyes. La 92/93 la milita a l'Elx CF, a la Segona Divisió B.
L'estiu de 1993 anuncia la seua retirada, però a mitja la campanya 93/94 retorna als terrenys de joc per militar al CD San Fernando, de Tercera Divisió. Amb aquest modest club marca 8 gols, claus per a l'ascens de divisió. Mesos després marxa a un altre club de Tercera, el Conil CF, on es retira de nou. Al febrer de 1999 fitxa per uns mesos de nou amb el CD San Fernando.
En total, va sumar 262 partits i 44 gols a primera divisió.